# Lasioglossum atrorufescens
Lasioglossum atrorufescens är en biart som först beskrevs av Cockerell 1914.  Lasioglossum atrorufescens ingår i släktet smalbin, och familjen vägbin. Inga underarter finns listade i Catalogue of Life.